# 魔法师西蒙3D
《魔法师西蒙3D》是英国Headfirst Productions开发，冒险软件公司于2002年4月发行的冒险游戏，对应Microsoft Windows平台。这是魔法师西蒙系列第三款主要作品。
如标题所示，这是系列第一款3D画面游戏。开发商网站称，游戏时间达40小时。
游戏获得褒贬不一的评价，在GameRankings的汇总得分为58%。评论批评游戏过时的画面和蹩脚的操控。